# Anaxipha bicoloripes
Anaxipha bicoloripes is een rechtvleugelig insect uit de familie krekels (Gryllidae). De wetenschappelijke naam van deze soort is voor het eerst geldig gepubliceerd in 1954 door Chopard.